# Wenderson Arruda Said
Wenderson de Arruda Said, auch bekannt als Wender (* 17. April 1975 in Guiratinga, Mato Grosso), ist ein brasilianischer Fußballspieler. Er spielte zuletzt für die zyprische Mannschaft Aris Limassol.
Wender begann seine Karriere bei EC Democrata in Brasilien, wo er bis 1999 spielte. Von dort wechselte er nach Portugal zu Naval 1º de Maio, wo er bis 2002 in 92 Einsätzen 31 Tore schoss. Weitere Stationen in der portugiesischen SuperLiga waren Sporting Braga, Sporting Lissabon und Belenenses, bis der Stürmer schließlich im Jahr 2009 nach Zypern wechselte.